# Compagnia dei Bretoni
La Compagnia dei Bretoni fu un'importante Compagnia di Ventura formata prevalentemente da mercenari francesi, attiva nel XIV secolo in Italia.

## Fondazione
La Compagnia dei Bretoni venne fondata nel 1376 dal condottiero e mercenario Jean de Malestroit (?1385), quando passò al servizio del legato pontificio cardinale Roberto di Ginevra, scendendo in Italia con Sylvestre Budes per restaurarvi l'autorità papale a Roma. La Compagnia era inizialmente composta da 6000 cavalli e di 4000 fanti. I mercenari, in transito dal Piemonte verso la Romagna devastarono e saccheggiarono ogni cosa.